# Митинг у Косову Пољу
Митинг у Косову Пољу је одржан 24. априла 1987. поводом доласка Слободана Милошевића у Косово Поље на састанак са локалним Србима који су се жалили на репресију од већинских Албанаца на Косову и Метохији. Док је трајао састанак Милошевића и делегације косовских Срба, испред зграде се догодио сукоб између локалних Срба и већински албанске милиције. Обавештен да се изван зграде нешто дешава, Милошевић је изашао из зграде, ушао међу окупљене Србе покушавши да их умири. Неко се пожалио Милошевићу да их је милиција тукла, после чега је Милошевић пред новинарима изјавио: „Нико не сме да вас бије!“. Ова реченица ће касније постати једна од најпознатијих Милошевићевих изјава.

## Увод у историју сукоба на Косову и Метохији
Почетком шездесетих година 20. века, албанска популација чинила је две трећине становништва на Косову и Метохији. Тада, посебно за време побуне 1968. године (као и за време побуне из 1981), почело је и прво јавно изношење захтева за независношћу Космета. Народ је био забринут због силовања, убистава, претњи и уништавања имовине, а због тога што су и судство и полиција били под албанским руководством, држава није могла било кога да заштити.

## Позадина инцидента на Косову и Метохији 1987. године
Слободан Милошевић је почетком 1987. године био председник Централног комитета Савеза комуниста Србије и помоћник председника Председништва Србије Ивана Стамболића. Требало је да председник Стамболић сам оде на Космет 20. априла 1987. године ради разговора са локалним лидерима, али је он послао Милошевића да оде на Космет да разговара са припадницима тамошње српске мањине. Милошевић је одржао говор којим је осудио национализам, али локални Срби нису били задовољни, па су тражили нови састанак 24. априла у коме би разговарали директно са Милошевићем.
Косметски Срби су већ неко време били незадовољни, из разлога сталне репресије албанских сепаратиста на Србе које су живели у српским селима која су била истурена ка албанским. При томе полиција, која је у то време била већином албанска, се ограђивала од било каквог дејства којим би заштитила Србе. Другим речима, Срби су желели ограничити политичку моћ већинских косметских Албанаца. С обзиром да су сви облици институционалних иницијатива пролазили кроз филтер албански мајоризованог апарата (и државног и партијског) појавио се облик аутентичног самоорганизовања Срба са Космета који су морали самоиницијативно да штите своје куће од сад већ честих екстремистичких претњи и напада, без формалних функција у било каквој структури власти. Најпознатији је био Мирослав Шолевић, телевизијски механичар из Косова Поља.

## „Нико не сме да вас бије!”
Срби су чекали сваку могућност да се обрате директно српском кадру у Београду без албанских посредника. Наелектрисани сазнањем да је Београд коначно обратио пажњу на њихове невоље, на хиљаде Срба се гурало напред, покушавајући да стисне руку партијског лидера на улазу у суморни Дом културе на Косову Пољу. Док је Милошевић разговарао са српским представницима, полиција је (претежно албанског етничког састава), плашећи се насиља, употребила палице да удаљи масу. Демонстранти су извикивали: „Убице!” и „Ми смо Титови, Тито је наш.”
Очигледно потресен виком споља, Милошевић је рекао да хоће да види шта се дешава. Посматрао је окупљену масу са балкона пре него што је сишао и одржао говор који је постао један од најзначајнијих у његовој каријери. Касније су често цитиране и емитоване речи
„...Треба да останете и због предака и због потомака. Претке бисте обрукали, а потомке разочарали...”
Након што се Милошевић обратио маси, ситуација је кренула нагоре. Демонстранти су желели да приђу ближе, а милиција је желела да их потисне. У свеопштем гурању се Милошевић нашао у комешању и на његове речи умирења упућене окупљенима, један му демонстрант довикује: „Али, бију нас. Бију нас.” (мислећи на поступак милиције према демонстрантима). Милошевић се тада окреће ка том делу гомиле и прилично јасно и гласно изговара реченицу
„Нико не сме да вас бије!”.
Поред тога што се видео напор непроспаване ноћи и стрес константног прикривеног и отвореног конфликтног стања у којој је била цела администрација државног и партијског апарата Космета, демонстранти су добили и више него што су очекивали. Испред њих је био човек коме је, у једном тренутку, пала партијска маска и нестале су партијске флоскуле.

## Последице
Време ће показати да Милошевића није прошло расположење које га је захватило тог дана у Косову Пољу и да је озбиљно схватио тада дато обећање. Ове речи нису само обећање окупљеним Србима да их неће тући полиција, већ и обећање да Србија преузима непосредно командовање силом на Космету. Обзиром да већина српског партијског руководства није била у таквом расположењу, Милошевић решава да измени то стање. Тадашњи речник партијског кадра је подразумевао што више општих места и што мање конкретног, поготово после смрти Јосипа Броза.
Његови критичари тврде да су речи „Нико не сме да вас бије“, које је рекао на Косову 1987. године, биле националистичке, али су зато његове присталице тврдиле да је тиме покушавао народу ставити до знања да неће трпети кршење људских права у тој покрајини. Иван Стамболић је касније рекао да је тај дан означио крај Југославије.
Ових неколико речи су представљале потпуну непознаницу за тадашњу управу. Београдска партијска елита коментарише наступ младог и нервозног „друга“ као „олако обећану брзину“ и „Страствене речи могу донети само ватру“. Милошевић овакву врсту интелектуалног ламентирања не познаје и не подноси. Стога креће у акцију и почиње низ догађаја који резултује уклањањем Драгише Павловића, Живане Олбине и доброг дела комунистичког врха у Београду. Последњи корак овог похода је и уклањање Ивана Стамболића, ментора, пријатеља и кума, тада председника Председништва СР Србије и неспорног лидера.

## Анализе о инциденту
Многи балкански стручњаци су оценили да је та реченица Слободана Милошевића катапултирала у прву лигу српске политике. Те речи, са којима је он заправо узимао контролу, емитоване су на телевизији широј јавности што је Милошевићу помогло у успону на врх власти.
Речи које су, у једном тренутку, звучале као: „Ми преузимамо власт“ су се убрзо претвориле у: „Ја преузимам власт“. Многи ће се сетити ових његових речи и на контрамитингу 24. децембра 1996. године на Теразијама када Милошевић изговара (такође познате) речи "Волим и ја вас!" које означавају крај његове власти на исти начин на који су претходне означиле његов успон.